# Sanna Mander
Sanna Mander, född 20 februari 1980, är en finländsk formgivare, illustratör och författare.
Sanna Mander växte upp i en Stockholmsförort. Efter gymnasiet flyttade hon till Helsingfors för att studera grafisk formgivning på Aalto-universitetets högskola för konst, design och arkitektur. Hon har bland annat formgivit hushållstextilier, förpackningar, affischer och trycksaker.
Hon fick 2017 Finlandia Juniorpriset och Rudolf Koivupriset för bilderboken Nyckelknipan.